# Ejército del Pueblo Paraguayo
El Ejército del Pueblo Paraguayo, más conocido por su sigla EPP, es una organización guerrillera de orientación marxista-leninista e influencias de la teología de la liberación, que opera en Paraguay oficialmente desde el 1 de marzo de 2008, aunque sus antecedentes se remontan ya desde la década de 1990, actuando en aquella época como el «brazo armado clandestino» del Partido Patria Libre. 
El grupo opera de una manera similar a las guerrillas paramilitares de izquierda latinoamericanas insurgentes en épocas de dictaduras, reivindican las expropiaciones y secuestros contra empresarios, banqueros y estancieros, de la zona en la que el EPP opera. Según alega el gobierno paraguayo, en sus inicios, sus primeros cabecillas y miembros fueron entrenados por miembros de grupos guerrilleros regionales, como las FARC de Colombia, o el Frente Patriótico Manuel Rodríguez de Chile, entre otros. 
Su zona de influencia actualmente es el norte de la Región Oriental del país, especialmente en los departamentos de Concepción, Amambay y San Pedro. Se calculan sus integrantes entre 30 personas aproximadamente, operando en células y divididas en diferentes estratos, según las fuerzas del orden. Algunas fuentes refieren que no son más de 50 y otros que son más de 100; sin embargo, no existe ninguna confirmación.
Según investigaciones de las Fuerzas de Tarea Conjunta (unidad especial contrainsurgente conformado por policías, militares y demás agentes estatales creada en 2013), el EPP cuenta con millones de dólares recolectados en secuestros, extorsiones, expropiaciones e inclusive aportes de vecinos y simpatizantes. Al día de hoy siguen ganando adeptos en la zona, dado al vacío que deja el Estado paraguayo.[cita requerida]

## Ideología

En rojo claro: las zonas de influencia insurgente del EPP.
En rojo oscuro: las zonas donde el EPP tiene o ha tenido sus bases.

Según Carmen Villalba, miembro de la organización, quien actualmente se encuentra en prisión por el secuestro de María Edith Bordón de Debernardi, el EPP es una «organización revolucionaria y político militar» basado en el marxismo-leninismo. También reivindican los gobiernos de Gaspar Rodríguez de Francia, y de los López. La misma había admitido Carmen Villalba, en enero de 2012 en una entrevista lo siguiente: «El EPP es un desprendimiento de Patria Libre. Nos iniciamos allí y formamos el brazo armado. Siempre fuimos de Patria Libre, por más que fuimos negados públicamente por los dirigentes del partido». El EPP fue crítico de anteriores gobiernos, como el de Fernando Lugo y de Nicanor Duarte Frutos, ya que según ellos, representaba a la oligarquía, ignoraba la problemática social y no plantea una verdadera reforma agraria.
El Ejército del Pueblo Paraguayo se define como marxista-leninista y dice inspirarse en José Gaspar Rodríguez de Francia, artífice de la independencia de Paraguay y considerado por los insurgentes como un revolucionario. Rechaza el modelo de desarrollo económico de Paraguay, basado en las grandes explotaciones de poderosos terratenientes, la mayoría de los cuales cultivan soja transgénica. Según Galeano Perrone, analista político y exministro, la guerrilla «goza de cierta popularidad en las regiones pobres abandonadas por el Estado, y los miembros del EPP suelen ser vistos como Robin Hoods, redistribuyendo la riqueza».
En sus principios, finales de los años 1990s y hasta mediados de los años 2000s, la zona de influencia del EPP era el área central de la Región Oriental (Caaguazú y área metropolitana de Asunción). Desde finales de los años 2000s, el área de influencia es el norte de la Región Oriental (San Pedro, Concepción, Amambay, Canindeyú) 
El grupo guerrillero se financia principalmente mediante el cobro de «impuestos revolucionarios» a los terratenientes y el secuestro de personas prominentes para obtener un rescate. Las autoridades la han acusado de estar implicada en el tráfico de drogas, pero esto ha sido refutado por estudios independientes.
Según un funcionario de la diócesis de Concepción, las autoridades paraguayas utilizan el pretexto del «terrorismo» del EPP para criminalizar todas las reivindicaciones económicas y sociales de los campesinos. Los sindicalistas campesinos son asesinados por el ejército y presentados como guerrilleros, mientras que las familias se ven obligadas a marcharse debido a las actividades militares y a entregar sus tierras a los grandes terratenientes o a las empresas brasileñas. Según el sacerdote Benjamín Valiente, cercano al movimiento sindical campesino, «el problema es que el PPE tiene las mismas reivindicaciones que las agrupaciones campesinas. Contra la deforestación, contra las fumigaciones y hostil a los grandes terratenientes, la organización armada afirma en sus comunicados que lucha por el pueblo y contra los oligarcas. Pero sus acciones nos perjudican siempre. Justifican el discurso de la seguridad y la militarización de la región».
El EPP está acusado por la justicia paraguaya de tener vínculos con las FARC, que habrían entrenado a algunos de sus miembros en técnicas de guerrilla. El grupo guerrillero colombiano niega estas acusaciones, explicando que no tiene ningún contacto con el PPE, pero alaba su lucha por los derechos de los más desfavorecidos. El PPE también habría tenido relaciones con el Frente Patriótico Manuel Rodríguez, un grupo armado chileno, cuando estaba activo.

## Antecedentes (1990-2007)

### Inicios
En 1992 el Seminario Metropolitano de Asunción tomó la drástica decisión de expulsar a 8 seminaristas, algunos de ellos eran Alcides Oviedo, Gilberto Setrini, Osvaldo Martínez y Pedro Maciel, por el motivo de llevar al extremo una ideología católica conocida como la "Teología de la Liberación" y participar de actividades políticas diferente a la Iglesia. 
Por otra parte, Juan Arrom, un conocido joven dirigente universitario y opositor de la dictadura stronista, lideraba el entonces "Movimiento Patria Libre", un movimiento político de extrema izquierda que había surgido a la luz poco después de la caída de Alfredo Stroessner, en 1990. 
Arrom contacta con Alcides Oviedo Britez (quienes ya se conocían desde 1990 por haber realizado juntos un curso de teología en la Universidad Católica de Asunción) y con los demás seminaristas expulsados, para invitarles a formar parte de su Movimiento político, al mando de Arrom y Anuncio Martí.
En un principio, este movimiento tenía pensado ganar adeptos y así llegar al poder a través de las elecciones. Iban por el interior, y en comunidades carenciadas a realizar reuniones, buscando simpatizantes y reclutar gente para ello. Pero luego de las fallidas elecciones generales de 1993, mostraron que desde un partido radical de izquierda y sin infraestructura, sería imposible llegar al poder.
La estrategia elegida después de las elecciones, fue la seguir con el partido político (con Arrom a la cabeza), y paralelamente crear un brazo armado, (con  Oviedo a la cabeza). La finalidad de esto era instalar la idea de la revolución como alternativa para el pueblo y enfocarse en acciones criminales para conseguir dinero y dotar de infraestructura al movimiento. Para fortalecer el "brazo armado" del movimiento, entre los años 1995 y 1996 Alcides Oviedo (cabeza del brazo armado), y Carmen Villalba (pareja de Alcides) contactan con el grupo guerrillero chileno Frente Patriótico Manuel Rodríguez, y hacen numerosos viajes a Chile, para completar su adiestramiento militar en guerrilla urbana y demás.

### La banda de Choré (1997)
Unos meses antes del intento de asalto, y con el supuesto fin de conseguir dinero para dotar de infraestructura al movimiento político de cara a las elecciones generales de 1998, los miembros de la "banda de Choré" (apodada así por el lugar donde ocurrió el incidente), alquilaron una casa cerca del Banco Nacional de Fomento de la localidad de Chore, departamento de San Pedro, con el fin de "asaltar" las bóvedas del Banco Nacional de Fomento de dicha localidad, a través de un túnel subterráneo desde la casa hasta el banco, que posteriormente sería descubierta por la policía en medio de un allanamiento en fecha 15 de diciembre de 1997. 
Por sospechas de vecinos sobre "movimientos extraños en la casa" (un vehículo que salía cada cierto tiempo "cargado" de la casa y a la vuelta vacío), estos fueron a comunicar el hecho en la comisaría más cercana. Los policías investigaron el lugar, y en ese ínterin -persiguiendo al auto sospechoso- encontraron varias bolsas cargadas de tierras, que posteriormente se descubrió que eran las tierras extraídas del túnel en construcción.
Fueron detenidos, Carmen María Villalba Ayala, Alcides Omar Oviedo Brítez, Gustavo Lezcano, Lucio Silva y Pedro Maciel Cardozo. Antes habían detenido ya en las afueras del pueblo a Gilberto Chamil Setrini, cuando transportaba en auto las bolsas llenas de tierra extraídas del túnel subterráneo. En la casa se encontraron armas de fuego de grueso calibre, proyectiles, pelucas, así como el túnel subterráneo que ya tenía unos 60 metros de largo y 1,75 metros de diámetro, toda una obra de ingeniería. Estuvieron presos por tres años.

### Secuestro de María Edith Bordón de Debernardi (2001)
El 16 de noviembre de 2001, en horas de la mañana, en el Parque Ñu Guazú de Luque es secuestrada María Edith Bordón de Debernardi (alias "Nika"), mujer proveniente de una acaudalada familia, conocida especialmente por ser la nuera de Enzo Debernardi -uno de los "barones de Itaipú" durante la dictadura de Stroessner-. Con esto empieza lo que se denomina la "industria del secuestro" del actual Ejército del Pueblo Paraguayo (entonces Patria Libre). Debernardi estuvo 64 días en cautiverio, y fue liberada en horas de la madrugada del 19 de enero del 2002. Según fuente oficial, se pagó por el rescate USD 1 millón; aunque según otras fuentes, el pago fue mayor. 
Varios de los secuestradores formaban parte de la "banda de Choré", y a su vez simpatizantes del entonces Movimiento Patria Libre (luego Partido Patria Libre). Por ejemplo, previo pago de rescate acordado entre secuestradores y familiares de Bordón, tres jóvenes desconocidos recogieron el dinero y se marcharon en un vehículo con chapa 198174 del municipio de Asunción, chapa expedida a nombre de Gilberto Setrini, uno de los miembros de la banda de Choré capturados en 1997. Así mismo, parte del dinero del rescate entregado a las autoridades por Marcos Álvarez (entregado a su vez a este por Juan Arrom para "guardarselo"), resultó, bajo peritaje, ser dinero proveniente del rescate. Anuncio Martí y Alcides Oviedo fueron reconocido por la secuestrada como los "guardias" durante su secuestro; Juan Arrom como el líder, Carmen Villalba como una de las cocineras, entre otras personas más. Por otra parte, recién en junio de 2005 es descubierta por las autoridades la casa en la cual estuvo en cautiverio, en el barrio Palomar de Asunción. 
El entonces jefe de Investigación y Delitos de la Policía Nacional, Crio. Roberto González, haría una revelación que convertiría lo que hasta entonces era un extraordinario caso policial, en un escándalo político: “Se trató de un desenlace exitoso de un plan de un grupo de izquierda (en referencia a Patria Libre), con intenciones de promover la desestabilización del Gobierno”. La población paraguaya no tomó bien estas declaraciones, ya que sonaban a un retorno de la época Stronista sobre la persecución a la izquierda. Posterior a esto, en los medios de comunicación ya circulaban las órdenes de captura para Arrom y Martí (dirigentes de Patria Libre) y para los partícipes de la "banda de Choré" involucrados en el plagio.
Pocos días luego de su liberación, los familiares de Arrom y Martí denunciaron que éstos se encontraban desaparecidos, y fueron encontrados el 30 de enero de 2002 (casi dos semanas después) en una casa en Villa Elisa, con rastros de torturas, que ellos mismos denunciaron ser secuestrados y torturados por un grupo de la policía, para exigirles "el dinero del rescate" e inculparlos como los autores del crimen. Tal incidente se convirtió en un escándalo nacional que debido a la inoperancia del orden público, obligó a la dimisión del Ministro del Interior, al Ministro de Justicia y el jefe de la policía. Según la versión de Arrom y Martí, fueron secuestrados el 17 de enero de 2002 frente a la entonces sede del Centro de Investigación Judicial (CIJ).
En ese entonces, la Fiscalía paraguaya investigaba dos procesos, en el que tanto Arrom como Martí eran los imputados en una causa (por el secuestro de María Edith Bordón), así como víctimas en otra causa (desaparición forzosa y torturas cometidos supuestamente por agentes del Estado). Finalmente un año después, en la primera causa los imputados son acusados por la fiscalía y la causa es elevada a juicio oral y pública. Mientras que la segunda causa se extingue debido a que todos los imputados fueron sobreseídos llamativamente.
En agosto de 2003, días antes del juicio oral y público que enfrentarían Arrom y Martí por el secuestro de María Edith, huyeron del país (junto a Víctor Colmán), siendo aceptados en el Brasil con el estatus de refugiados políticos por la CONARE hacia finales del 2003. Poco tiempo después familiares de estos demandaron al Estado Paraguayo ante la Corte Interamericana de Derechos Humanos por delitos de lesa humanidad cometidas supuestamente por agentes del Estado a principios del 2002.

### Allanamiento en Sanguina Kue (2003)
El 16 de julio de 2003, se produjo un allanamiento en una casa ubicada en el asentamiento "Sanguina Kue" en el departamento San Pedro, en búsqueda del prófugo Alcides Oviedo, en el que los fiscales Arnaldo Giuzzio y Antonio Ramón Bernal Casco junto con varios policías, fueron recibidos a balazos por un grupo de cuatro personas que trataban de escapar, los cuales sus miembros eran los sospechosos y acusados por el secuestro de María Edith Bordón de Debernardi.
El resultado de esta balacera fue de la muerte de Germán Aguayo, un campesino simpatizante de bajo rango del grupo, y un fiscal herido. Carmen Villalba fue detenida, mientras que los demás huyeron. En la casa se hallaron armas de fuego de grueso calibre, como lanza-granadas, fusiles FAL, granadas, proyectiles, computadoras, teléfonos celulares, y hasta documentos sobre procedimientos y posibles blancos de secuestros.

### Secuestro de Cecilia Cubas (2004)
Ya con Arrom y Martí aceptados como refugiados políticos en el Brasil a finales del año 2003, hubo un cambio de mando en el brazo armado del ya Partido Patria Libre, con Osmar Martínez al frente, quien este último priorizaba la lucha armada sobre el camino institucional que defendía Arrom. Produciéndose así en el transcurso del 2004, un conflicto interno en el Partido Patria Libre, donde terminan dividiéndose en dos: un grupo al mando de Arrom, y el otro grupo al mando de Martínez, prevaleciendo este último.
El 21 de septiembre de 2004 se produjo el secuestro de Cecilia Cubas, hija del expresidente de la República Raúl Cubas Grau (1998-1999), a finales de la tarde cerca de su residencia, en el que la interceptaron entre dos vehículos a balazos. Desde la primera noche del secuestro hasta las primeras semanas de noviembre, los familiares y cercanos de Cecilia recibieron varias llamadas telefónicas, algunas de esas llamadas con indicaciones para buscar "pruebas de vida", de lugares insólitos como el interior de la cisterna de un baño en un centro comercial de la capital, debajo de monumentos públicos en parques, plazas, etc. Estas pruebas de vida eran fotografías de Cecilia sosteniendo portadas de diarios (para ubicarse de la fecha), cartas hechas a manuscrito por Cecilia, entre otros.
Las negociaciones se realizaban por correo electrónico entre los familiares de Cubas y los secuestradores. Lo curioso es que ellos se referían a "Cecilia" como la fruta. En uno de sus correos electrónicos referían que "No creo que la fruta pueda aguantar más tiempo, recuerde que ya se está pudriendo". En noviembre de 2004, en un camino vecinal -zona rural de Caaguazú- se pagó USD 300.000 por el rescate, aunque luego los secuestradores consideraron esto solo como una "multa" por el atraso de pago y por el trato de parte de los familiares hacia los secuestradores, y por ende Cecilia nunca fue liberada. 
Cinco meses después de secuestrada, el 16 de febrero de 2005, Cecilia Cubas fue encontrada muerta enterrada bajo tierra en un túnel tapiado de una casa ubicada en Ñemby. Ella ya llevaba alrededor de 30 a 60 días de fallecida al momento de ser encontrada según análisis forenses. Algunos de los captores (entonces miembros del brazo armado de Partido Patria Libre) habrían sido asesorados por la guerrilla colombiana FARC-EP, según un peritaje en los que se habría encontrado supuestos mensajes de correo electrónico. Varios acusados por este secuestro fueron encarcelados a más de 20 años de cárcel, incluyendo personal de la policía paraguaya.

## Historia como grupo oficial (2008-presente)

### Formación y primer golpe oficial: Incidente de Santa Herminia y de Tacuatí (2008)

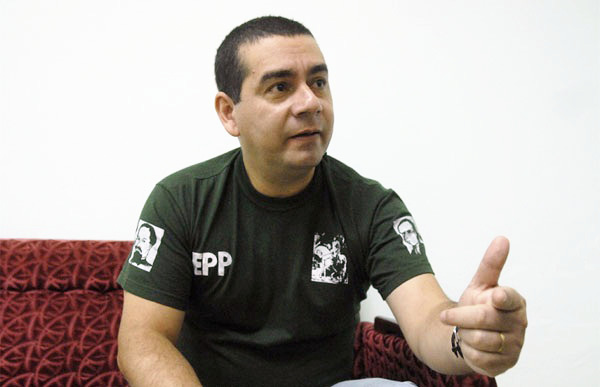
Alcides Oviedo, considerado Comandante en jefe del EPP

El Ejército del Pueblo Paraguayo se formó el 1 de marzo de 2008, según el documento encontrado en Horqueta. Sin embargo, los miembros de dicho grupo armado, entre los que se encuentran Carmen Villalba y Alcides Oviedo Brítez, se habrían estado organizando previamente en lo que era el Partido Patria Libre. Dicho partido había participado últimamente de las elecciones nacionales de 2003, presentando a Tomás Zayas como candidato a presidente.
El primer golpe del EPP puede ser considerado el perpetrado el domingo 16 de marzo de 2008, tan solo unos días después de haber sido fundado oficialmente. En dicho atentado, los miembros del EPP quemaron maquinaria agrícola de la estancia Santa Herminia en el departamento de Concepción, de producción sojera con más de 20 000 hectáreas, perteneciente al brasilero Nabort Boht. En un hecho llamativo luego se supo que los campesinos paraguayos acusados de estar relacionados con el grupo insurgente, en realidad desde hacía dos años venían realizando permanentes denuncias por afecciones a su salud provocadas por fumigación de agroquímicos en el sojal de Boht. Tanto la Gobernación de Concepción, la Fiscalía y la Justicia dieron la razón a los pobladores rurales. En consecuencia se dictó una orden de captura en contra del empresario sojero Nabor Both, cuyas denuncias fueron todas desestimadas por tribunales de la ciudad de Horqueta.
El 31 de diciembre de 2008, el EPP realizó un ataque a un cuartel militar de Tacuatí, en el departamento de San Pedro, donde robaron armas e incendiaron el lugar. El cuartel contaba con poca vigilancia, lo que habría permitido a los guerrilleros actuar sin mucha dificultad. Desde la cárcel, Carmen Villalba reivindicó el golpe como cometido por el EPP.
En respuesta al ataque, las Fuerzas Armadas desplegaron una gran operación conjunta en el área, la mayor desde la Guerra del Chaco, sorprendiendo a la sociedad paraguaya debido a la cantidad y calidad de los equipos utilizados en el operativo. Sin embargo, la búsqueda no logró dar con el paradero de los prófugos, aunque llevó cierta calma a la zona.

### Secuestro de Luis Lindstron
El primer secuestro efectuado por la organización bajo su actual denominación se produjo el 31 de julio de 2008, tomando como víctima al ganadero, maderero y ex intendente de Tacuatí, Luis Alberto Lindstron. Los miembros del EPP tomaron la estancia de Lindstron alrededor del mediodía (ubicada cerca de Tacuati, en la frontera entre los departamentos de San Pedro y Concepción), tomaron a su vez a los empleados de la estancia como rehenes, y esperaron a Lindstron, para luego finalmente secuestrarlo al día siguiente, luego se internaron en los montes de la zona.
Su liberación se realizó luego de 43 días, el 12 de septiembre de 2008, previo pago de 130 mil dólares. Luego de ser liberado por la noche y andar sin rumbo en prácticamente medio de la nada, fue encontrado por un chofer de colectivo, que hacía el trayecto de Asunción-Concepción, cerca de la localidad de Horqueta.
El día 30 de mayo de 2013 en horas de la mañana, fue asesinado a balazos por dicho grupo, al mando de su camioneta, en un camino vecinal de la localidad de Tacuati Poty, departamento de San Pedro, por el motivo de «incumplir las leyes revolucionarias».

### Bomba en el Palacio de Justicia de Asunción (2009)
El 29 de abril de 2009, el grupo armado se atribuyó mediante un escrito la colocación de una bomba dentro del Palacio de Justicia de Asunción, que tras ser descubierta por una limpiadora, fue trasladada por un agente de seguridad fuera del edificio en donde hizo explosión.
Al día siguiente, Carmen Villalba desde su lugar de reclusión confirmó la autoría del atentado.

### Secuestro de Fidel Zavala
El 15 de octubre de 2009, el también ganadero Fidel Zavala Serrati fue secuestrado en su estancia de Hugua Ñandú, Paso Barreto en el departamento de Concepción.
El 12 de enero de 2010, la familia Zavala se vio obligada a donar carne de sus ganados a familias de escasos recursos, obedeciendo a los pasos de un folleto hecho por el EPP para la posterior liberación del hacendado como parte de la negociación con los secuestradores. Dicha carne fue entregada como "cortesía del EPP" (según los captores) a comunidades carenciadas de la zona y de la capital del país. No obstante, uno de los tres grupos destinatarios no aceptó la carga de alimentos por "temor a eventuales represalias por parte del Gobierno", adujo el líder de la parcialidad indígena.
Finalmente, el 17 de enero, alrededor de las 20 horas (local), Zavala fue liberado tras 94 días de cautiverio, previo pago de rescate de unos USD 550 mil, entre otras cosas. Fue encontrado a unos 10 kilómetros de su estancia, mismo lugar en donde había sido secuestrado.
Inmediatamente después de la liberación de Fidel Zavala, la Policía Nacional anunció que se realizarían controles en el norte del país para poder capturar a los ejecutores del secuestro.

### Caen los primeros cabecillas. Se declara estado de excepción (2010)
El 14 de abril de 2010, se produjo un enfrentamiento entre Severiano Martínez, miembro del EPP, y un policía que estaba con el administrador de una estancia, cercano al destacamento militar de Agua Dulce, en el departamento de Alto Paraguay, en el Chaco paraguayo. En dicho enfrentamiento las tres personas salieron heridas, y Severiano Martínez logró escaparse, e instalarse en los densos montes del Chaco.
Inmediatamente después del enfrentamiento, efectivos de la FOPE, fuerzas especiales de la Policía se trasladaron al lugar para buscar a Martínez. Algunos rumores afirman que Martínez se estaba escondiendo en esa zona del Chaco para preparar un nuevo golpe del EPP, aunque otra hipótesis es la que afirma que Martínez estaba en desacuerdo con sus compañeros, por lo que estaba escondiéndose en esa zona, lejana al área tradicional de actuación del EPP, que es el departamento de Concepción. El 28 de julio, se produjo un nuevo enfrentamiento en mar Dulce, entre Severiano Martínez, y la Policía, que acabaría con la muerte del primero. Luego, la autopsia confirmaría la identidad del abatido como Severiano Martínez, así como que ya tenía una mortal infección en el cerebro, producto del escopetazo que sufrió en el primer enfrentamiento, Martínez recibió tres impactos de bala con orificio de salida, uno en el rostro y otros dos en la zona abdominal. Luego de la confirmación del resultado de la autopsia el cadáver del mencionado miembro del EPP fue entregado a sus familiares.
El 21 de abril de 2010, días después del incidente con Severiano Martínez, en otro enfrentamiento, mueren 4 personas, en una balacera con miembros del EPP. El lugar del incidente es la estancia Santa Adelia, en Arroyito, distrito de Horqueta, departamento de Concepción. Las personas fallecidas son un policía, y tres guardias privados de la estancia.
Luego del enfrentamiento, el gobierno envió un gran refuerzo policial a esa zona del país, y ha implementado el estado de excepción, para que las Fuerzas Militares puedan entrar en acción si así se necesitase, en cinco departamentos del país (Concepción - Amambay - San Pedro - Presidente Hayes - Canindeyú).
En mayo de 2010, en medio de una declaración de estado de excepción vigente, efectivos militares tenían la tarea de detener a Magna Meza -presunta líder del EPP en aquel momento-, quien estaría en un cumpleaños infantil en la localidad de Hugua Ñandú, departamento de Concepción. Lo que parecía un excelente plan para detener a una de las cabecillas del EPP, terminó siendo un confuso y grave incidente, en que efectivos militares y policiales (de la zona) se enfrentaron a tiros, produciéndose así un escándalo nacional que cruzó fronteras. 
En septiembre de 2010, en un lapso de tres semanas, dos importantes miembros del EPP murieron. Se tratan de Gabriel Zárate Cardozo, ultimado tras un enfrentamiento con la Policía en Canindeyú, y Nimio Cardozo Cáceres, fallecido en idénticas circunstancias en la localidad de Hugua Ñandú, Departamento de Concepción.
En fecha 21 de septiembre de 2011, se repite otro grave incidente, en que los miembros del EPP utilizaron todo tipo de armas de grueso calibre y un explosivo para atacar la subcomisaría de Capitán Giménez, confirmó un alto jefe policial de Concepción. El atentado dejó dos policías muertos, uno de ellos con 16 impactos de bala. El ataque duró aproximadamente 10 minutos, tiempo tras el cual los atacantes se replegaron. Uno de los agentes del lugar logró disparar a uno de los miembros del grupo, aunque no hay certeza de si resultó herido. En el lugar resultaron muertos Vicente Casco, quien recibió 16 balazos, y Salvador Fernández, ambos suboficiales de la Policía.

### Secuestro de Arlan Fick y Edelio Morinigo (2014)
El día miércoles 2 de abril de 2014, Paso Tuyá, departamento de Concepción fue el escenario de un enfrentamiento armado librado en la estancia Casa Blanca, entre la Fuerza de Tarea Conjunta (FTC) del ejército y guerrileros del EPP, quienes lograron abatir a un militar pero sufrieron dos bajas.
El sangriento episodio logró proyectarse en el tiempo, ya que mientras los guerrilleros escapaban, se llevaron como rehén a Isaac Arce, un trabajador del establecimiento atracado; y a Arlan Fick, de 16 años, hijo del propietario del silo. El peón fue ejecutado con tres disparos en la cabeza y su cuerpo fue encontrado dos días después. Posteriormente, un oficial de las fuerzas armadas, Edelio Morinigo, fue en búsqueda del EPP y fue también tomado como rehén.
El grupo armado puso dos condiciones para liberar a Arlan. La primera fue difundir con vídeo, donde se reivindica a los guerrilleros abatidos en el enfrentamiento con el ejército paraguayo, Bernal Maíz y Silva Martínez, en tanto que, la segunda fue repartir víveres —por valor de 50 mil dólares— a dos comunidades de Concepción. Para liberar a Edelio Morinigo, el E.P.P. puso como condición que se libere a seis miembros capturados.
Por su parte, el gobierno anunció que no intervendría en la negociación entre la familia y los captores. El ministro del interior, Francisco de Vargas manifestó que la situación del secuestro limita el actuar de las fuerzas, «ya que se trata de una vida en juego». Esto lo dijo demostrando que para el gobierno el único que estaba secuestrado era Arlan Fick.
La familia siguió al pie de la letra con las órdenes pagando una suma de 500 mil dólares americanos, sin embargo, el EPP siguió sin liberar al adolescente de 16 años. Días después del secuestro hubo marchas pidiendo por la liberación de Fick y Edelio Morinigo. Posteriormente, el 25 de diciembre del 2014, Arlan fue liberado por el grupo armado, a pocos kilómetros de Yby Yaú, en la Colonia Nueva Esperanza, distrito de Azotey, departamento de Concepción. El joven fue encontrado después de haber caminado con los ojos tapados durante varias horas. 
Sin embargo el suboficial Edelio Morinigo aparentemente no corrió con la misma suerte, atendiendo que luego de 1377 días de secuestro, el 11 de abril del 2018, la FTC encuentra un panfleto en un campamento del autodenominado EPP, donde "confirma" la muerte del suboficial y además tendría detalles de donde estaría enterrado el cuerpo. Entre las evidencias incautadas durante el operativo se encuentran cartuchos de armas de grueso calibre, pistoleros, un cuaderno y pasamontañas con siglas del EPP. En todo caso, Edelio sería la persona que más tiempo estuvo en cautiverio en manos del grupo criminal, y el secuestro más largo de la historia del Paraguay.

### División del EPP: ACA y EML
En 2014 se confirma la división del EPP, surgiendo así un nuevo grupo denominado Agrupación Campesina Armada, según informaciones que manejan los investigadores, la división del grupo se dio por falta de disciplina por parte de los Jara Larrea., quienes no querían obedecer ni cumplir las exigencias impuestas por el líder del grupo, Osvaldo Villalba.  Con ello surgió el nuevo grupo que tenía como principal zona de influencia la localidad de Arroyito, departamento de Concepción, cuyos líderes eran Albino y Alfredo Jara Larrea -ya abatidos-.
El 27 de agosto de 2016, en un camino vecinal del asentamiento Núcleo 6 - Arroyito, ubicado en el distrito de Horqueta departamento de Concepción ocurrió un ataque fatal entre miembros de la FTC y ACA (desprendimiento del EPP).
Durante un patrullaje de control, el camión de la FTC fue emboscado por el grupo armado, que usó una bomba casera para detener la marcha. Los guerrilleros remataron a sus víctimas con disparos de armas de fuego. Antes de huir despojaron a las víctimas de sus fusiles y chalecos antibalas. En total 8 militares perdieron la vida. Finalmente dos años después de su 'creación', la FTC confirma la extinción de ACA, con la muerte de sus líderes.
En marzo de 2017, una periodista de ABC Color, corresponsal en Horqueta, encuentra un panfleto y una tarjeta de memoria sobre la muralla de su domicilio, relacionado con un nuevo grupo guerrillero, llamado "Ejército del Mariscal López" (EML). Se presume que surgió de un desprendimiento del EPP, y fue fundado el 2 de abril de 2016 según el escrito. Estos habrían secuestrado a Félix Urbieta un año después.

### Secuestros de los menonitas del norte y otros (2015-2017)
Abraham Fehr, uno de los menonitas secuestrados por el E.P.P., fue última vez visto el 8 de agosto de 2015 en su chacra, ubicado en la localidad de Manitoba, departamento de San Pedro. Dos de sus hijos y un capataz suyo también fueron víctimas del plagio, pero liberados inmediatamente. La familia de Fehr pagó el rescate de unos USD 100.000, sin embargo, el pago se realizó "fuera de tiempo", y no llegó a mano de secuestradores. Luego del pago de rescate y sin pruebas de vida, el 11 de enero de 2018, , mediante coordenadas brindadas por el EPP, a través de un panfleto encontrado en el establecimiento. en una estancia “San Eduardo” de Tacuatí, San Pedro, encontraron restos óseos que posteriormente se confirmaron que era de Abraham Fehr. Semanas después el grupo criminal confirma que la fecha de muerte de Fehr fue de seis días después de secuestrado.
Franz Wiebe, un menor de edad al momento de su secuestro (17 años), fue secuestrado el 27 de julio de 2016 y liberado el 25 de febrero de 2017, cerca de donde había sido secuestrado. Algo llamativo de este secuestro es que el EPP reconoce que secuestró al joven por error. Sin embargo, igualmente impusieron condiciones a su familia para ser liberado, como la entrega de víveres por USD 25.000 a varias comunidades indígenas de la zona.
Una pareja de alemanes, Robert Natto y su esposa Erika de Natto, fueron secuestrados el 28 de enero de 2015. Sin embargo fueron ejecutados horas después de su secuestro por el grupo criminal en una huida, durante un tiroteo con la Fuerza de Tarea Conjunta, en Yby Yaú (cerca de la ruta nacional 3).
El colono menonita Gerardo Wall Rempel fue secuestrado el 17 de marzo de 2017, alrededor de las 19:30 en las cercanías del asentamiento López Salinas, cerca de la colonia Río Verde del distrito de Santa Rosa del Aguaray, norte del departamento de San Pedro. Sin embargo, llamativamente fue liberado y encontrado horas después en la casa de un capataz de nombre Ramón Escobar, el 18 de marzo alrededor de las 05:00 hs de la madrugada. En el corto periodo de secuestro, Wall manifestó que no le pidieron dinero, pero sí fue reclamado por las fumigaciones de su campo de maíz en una finca arrendada. Según posteriores investigaciones, se llegó a la conclusión que en realidad los que llevaron a cabo este plagio no fueron miembros auténticos del EPP, sino "aspirantes" a grupos criminales.
Otros menonitas secuestrados son Franz Hiebert -secuestrado el 21 de agosto de 2017 de la colonia Santa Clara, Tacuatí, cuando se encontraba en la estancia menonita San Eduardo-, quien estuvo en cautiverio por 168 días. Por otra parte, Bernhard Blatz fue la última persona secuestrada por el grupo armado, quien fue secuestrado el 1 de septiembre del 2017 -apenas días después del plagio de Hiebert- en la colonia Río Verde, departamento de San Pedro; pese a que en el lugar la Fuerza de Tarea Conjunta tiene instaladas tres bases. Este último plagio se dio a apenas unos 3 km del casco urbano de la ciudad de Santa Rosa del Aguaray. 
Ambos fueron liberados el 5 de febrero de 2018 en horas de la mañana. Por ambos se llegó a pagar USD 1.250 millones en total (USD 500 mil por Hiebert, USD 750 mil por Blatz).
Uno de los secuestrados que siguen en cautiverio es Félix Urbieta, secuestrado desde el 12 de octubre de 2016, por el Ejército del Mariscal López (EML), un desprendimiento del EPP.

### Incidentes en el Gobierno de Mario Abdo Benítez (2018-2023)
El 7 de diciembre de 2018 volvieron a atacar, perpetrando un ataque en San Vicente Pancholo. El último atentado ocurrió el 22 de diciembre de 2018 a las 22.00 horas, en el que integrantes del grupo criminal asesinaron al guardia de seguridad Nery Germán Araújo Esteche, quien recibió seis impactos de bala de escopeta y de fusil. El hecho ocurrió a las 22.00 del sábado en la estancia Santa Teresa, ubicada en la colonia Estrellita.
El 29 de febrero de 2020, un tractor utilizado para la fumigación de plaga, fue incendiado en la localidad de Tacuatí, Departamento de San Pedro, conocida zona de influencia de la guerrilla donde se han realizado varios ataques en años anteriores.
El 2 de septiembre de 2020, en un operativo de la Fuerza de Tarea Conjunta de Paraguay (FTC) contra el EPP en un campamento del EPP ubicado en la localidad de Yby Yaú, dos niñas de nacionalidad argentina que se encontraban en el campamento, fueron asesinadas a disparos por agentes de la FTC, causando un revuelo de alcance internacional y agravando la crisis política ya causada por la Pandemia de coronavirus. La ONU y el Gobierno de Argentina exigieron esclarecer la muerte de aquellas dos niñas. Tras el hecho se convocaron manifestaciones contra el Estado paraguayo en varias embajadas del Paraguay. El Gobierno Nacional sin embargo, manifestó que este grupo utilizó a las niñas como "escudo".  Por otra parte, este campamento fue el "más grande y completo" que hayan encontrado la comitiva del FTC, pues encontraron armas de distintos calibres, generadores eléctricos, dinero en guaraníes y dólares americanos, animales, provistas, y demás objetos.

#### Secuestro de Óscar Denis (2020)
El 9 de septiembre de 2020, aparentemente como represalia al asesinato de las dos niñas argentinas en el campamento del grupo guerrillero, secuestran a Óscar Denis Sánchez, quien fuera vicepresidente de la República del Paraguay durante la presidencia de Federico Franco (2012-13), junto a su peón de origen indígena, en horas de la tarde cerca de su estancia en Yby Yaú (Departamento de Concepción). El hecho se produjo a pocos kilómetros de donde fueron asesinadas las dos niñas argentinas. La "Brigada Indígena" del grupo guerrillero se atribuyó a este rapto, según primeras investigaciones.

#### Enfrentamiento en Cerro Guazú y muerte de Osvaldo Villalba (2022)
En la mañana del 23 de octubre de 2022, poco antes de las 11:30 (UTC-03:00) aproximadamente, integrantes del grupo guerrillero  asesinaron supuestamente a dos indígenas (Alcides Romero y Rodrigo Gómez) y dejaron herido a otro (Leonardo Gómez Riquelme) en la zona de Cerro Guazú, Departamento de Amambay, por causas aún desconocidas.
En la zona, también se encontraban miembros de la Fuerza de Tarea Conjunta (FTC), dependientes del Comando de Operaciones de Defensa Interna (CODI), quienes poseían información de que los miembros del EPP se movilizaban en dicha zona luego de una tarea de inteligencia, según el comandante de la FTC Óscar Chamorro. Los mismos una vez en el sitio, detectaron la presencia de los miembros de la banda guerrillera y luego de oír los disparos que estos realizaron hacia los indígenas mencionados anteriormente, reaccionaron y abrieron fuego hacia los integrantes de la banda. Uno de los criminales abatidos fue Osvaldo Daniel Villalba Ayala, quien sería el líder de esta banda. La identidad fue confirmada mediante el Sistema Automático de Identificación Dactilar (Afis) de la Policía, de acuerdo al informe dado. El otro abatido fue identificado como Luciano Argüello, quien se sumó al EPP luego de haberse disuelto la ACA (Agrupacón Campesina Armada). El tercer abatido sería Edilson Gauto Alegre, quien era menor de edad con 17 años de edad y quien se incorporó a esta banda criminal a los 15 años a cambio de comida.

## Controversias
Según un responsable de la diócesis de Concepción, las autoridades paraguayas utilizarían el pretexto del "terrorismo" del EPP para criminalizar las demandas económicas y sociales de los campesinos. Sindicalistas campesinos son asesinados por el ejército y presentados en guerrilleros, mientras que familias son desplazadas por el ejército y forzadas de ceder sus tierras a terratenientes o a empresas brasileñas.
El Ministerio Público y las Fuerzas de Tarea Conjunta (FTC) no han podido proveer a la ciudadanía de información que verdaderamente explique de manera razonable como es posible que teniendo a disposición recursos como los de un estado sean vencidos constantemente en inteligencia por un grupo insurgente en la que la gran mayoría son campesinos.

### Presunta conexión con las FARC
Antes y durante el secuestro de Cecilia Cubas, en el año 2004, se argumentó que los plagiadores y algunos miembros de las FARC (guerrilla colombiana de alto poder en aquella época) ya habían estado comunicándose para planear su secuestro y el desarrollo de este, según peritajes posteriores en correos electrónicos. En este contexto el gobierno paraguayo dicta órdenes de capturar a los ciudadanos colombianos Rodrigo Granda y Hermes Aguilar (Orley Jurado Palomino).
En agosto de 2009, la Fiscalía General del Estado anunció que posee evidencias suficientes que comprueban una relación entre las Fuerzas Armadas Revolucionarias de Colombia y el EPP. Dicha acusación nunca ha sido confirmada, por su parte el EPP niega tener vínculos con las FARC y denuncia que el Gobierno y los medios usan como estrategia y propaganda acusar al EPP de tener vínculos con narcotraficantes para trivializar la lucha del EPP y acusarles de terroristas ante la opinión pública.

### Espionaje por el gobierno
Según cable diplomático de EUA publicado por Wikileaks, el gobierno de Paraguay solicitó a la DEA autorización para usar su tecnología de interceptación de comunicación móvil (supuestamente dirigida exclusivamente al combate al narcotráfico) con el intento declarado de espiar al EPP. Sin resultado alguno.